# Весёлое (Лохвицкий район)
Весёлое (укр. Веселе) — село,
Гирявоисковецкий сельский совет,
Лохвицкий район,
Полтавская область,
Украина.
Код КОАТУУ — 5322682403. Население по переписи 2001 года составляло 13 человек.

## Географическое положение
Село Весёлое находится на расстоянии в 1 км от сёл Зирка и Червоная Балка.